# 盗掘王
『盗掘王』（とうくつおう）は、sanji-jiksongによるウェブ小説。2016年から執筆されている。それを原作にした3B2Sの作画によるウェブトゥーン（フルカラー縦スクロールマンガ）が発表されている。日本では「ピッコマ」（カカオピッコマ）にて、2020年1月3日より連載されている。
世界各地に謎の巨大なダンジョン「墓」が現れ、その中にある「遺物」と呼ばれる存在と戦って勝ち、支配した人間に対して、遺物は異能力を与える。
2022年5月、「ピッコマAWARD 2022」にてSOL賞を受賞。

## あらすじ
主人公である団長こと剛力遼河は一度は大河原会長に騙され、団員ともに命を落とすが、正体不明の遺物である＜カラス＞の力により遺物が世界にあまり知られていない「遺物黎明期」こと墓が出現し始める前の時代（15年前）に記憶を残したままタイムスリップする｡その日から、剛力遼河の快進撃が始まる。

## 登場人物

### 主要人物
剛力 遼河（ごうりき りょうが）
本作の主人公。優れた能力を持っているため、後に脅威となることを感じた大河原会長の罠に嵌り、仲間達とともに命を落とすが、人間の味方をするカラスの遺物によって15年前にタイムスリップし、様々な能力を手に入れる。粗暴な性格であり、2人称は「テメェ」がほとんどである（主に遺物に使うことが多い）。後の強奪王。
大河原 泰政（おおがわら たいせい）
剛力ら一行を陥れた張本人であり、大河原会長と世間では名を馳せている。征服の遺物の使用者であり、不死の遺物「アキレウスの遺物」も持っている。後の征服王。
アイリーン・ホルトン
前世では破産王と呼ばれ、危険人物だった。タイムスリップしたあとでは、剛力と会うことにより破産の遺物の制御が可能に。剛力とは仲間になる、また、剛力に好意を抱いている。後の破産王。第411話外伝14(最終話)にて結婚している。
柳 孝太郎（やなぎ こうたろう）
前世では詐欺師であり、剛力率いる盗掘メンバーの一員であった遺物復元師。タイムスリップしたあとでは、アイリーン・ホルトンの兄であるジョージ・ホルトンに詐欺を働いている。また、本物の遺物から偽物の遺物をコピーする事ができる。前世の記憶を持っていないため、今世で剛力と初対面時、剛力が誰か分からなかった。また、この時、遺物を復元しに来た剛力に詐欺を仕掛けたが（遺物を偽物のコピーとすり替えた）しかし、前世の記憶を持っている剛力には彼が詐欺師である事を知っていたためすぐに偽物の遺物と見破られ、剛力に詐欺を働こうとした報復に、遺物復元師として剛力の盗掘団に強制的に入団させられた。前世とは違って無邪気な青年である。
ユリアン・ミラー
前世での剛力率いる盗掘団で副団長を務めていた。固く真面目な一面があるため、かなり手荒な剛力とはもともと気が合わなかった。タイムスリップしたあとでは、いきなり剛力と対立する形になるが、カラスの遺物からもらった遺物「ムニンの涙」によって記憶を取り戻し、剛力の仲間に加わる。
雪（ゆき）
妖艶な美貌の持ち主であり、露出の高い服を着ている事が多い。前世での剛力率いる盗掘メンバーの一員であった。また、前世では剛力と恋人関係であった｡タイムスリップしたあとはかなり敵対していたが、「ムニンの涙」によって前世の記憶を取り戻す。また、剛力の仲間に加わる。
三橋 茉奈（みつはし まな）
剛力とは敵対関係。遺物界の総帥である遺物を扱っているため、三橋が相手になるということを聞かなくなる遺物がほとんどであり、苦戦することもある。
ジョージ・ホルトン
アイリーンの兄。遺物に対しては悪いイメージを持っている。最初は剛力を嫌っていたが、両親を救われたことにより力を貸すことに。遺物を取り締まるためにできた組織「パンドラ」の一員として剛力の有利な方向にルールなどを誘導する。

## 作中用語
遺物
神話、伝承、偉人などが元になった「異能を持つアイテム」。ほとんどの遺物が人間を見下し、人間を「下等な人間」と呼ぶ。悪辣な性格をしている事も多く、例えば『金の斧、銀の斧』の遺物は正直である事を勧める物語が元になっているにもかかわらず、呪いのかかった偽物を渡そうとしていた。

## 書誌情報

### 漫画
- SAN.G（原作）・Yuns(REDICE STUDIO)（ストーリー）・3B2S（漫画）『盗掘王』KADOKAWA〈MFコミックス〉、既刊9巻（2023年7月22日現在）
  1. 2021年3月22日発売[5]、ISBN 978-4-04-680067-1
  2. 2021年3月22日発売[6]、ISBN 978-4-04-680118-0
  3. 2021年7月21日発売[7]、ISBN 978-4-04-680573-7
  4. 2021年7月21日発売[8]、ISBN 978-4-04-680574-4
  5. 2022年1月21日発売[9]、ISBN 978-4-04-681050-2
  6. 2022年1月21日発売[10]、ISBN 978-4-04-681051-9
  7. 2022年9月22日発売[11]、ISBN 978-4-04-681714-3
  8. 2022年9月22日発売[12]、ISBN 978-4-04-681715-0
  9. 2023年7月22日発売[13]、ISBN 978-4-04-682613-8